# Patrick-André Chéné
Patrick-André Chéné, né le 18 mars 1951 à Paris et mort le 6 juin 2021 dans la même ville,, est un sophrologue, docteur en médecine, gynécologue-accoucheur, licencié en philosophie. Il est l'auteur de plusieurs ouvrages sur l'obstétrique et la sophrologie qui sont devenus des ouvrages de référence. 
Patrick-André Chéné est né, dans le 12 arrondissement de Paris, le 18 mars 1951. Il réalise sa formation pré-universitaire avec les frères chrétiens et les pères jésuites. Une fois sa formation secondaire terminée, il entre à la faculté de médecine de Paris et obtient son doctorat en médecine en 1976, réalisant sa thèse sur le sujet : « Grossesse intra et extra-utérine simultanée ». En parallèle de ses études de médecine, il étudie la philosophie et obtient sa licence en 1973.
Patrick-André Chéné se spécialise en gynécologie et obstétrique et travaille comme attaché dans le service du Professeur Taurelle à l'hôpital Boucicaut de Paris. Il est également chef du service de maternité de la clinique des Chênes à Vélizy où il exerce comme gynécologue-accoucheur et chirurgien gynécologique. 
Il s’intéresse à la sophrologie caycedienne en 1980 dans le cadre de l’approche de la douleur mais surtout pour son approche phénoménologique existentielle. En 1985, il rencontre Alfonso Caycedo pour la première fois à l'Hôpital de la Salpêtrière. Pendant 20 ans, Patrick-André Chéné a régulièrement travaillé avec Alfonso Caycedo, qui lui a préfacé deux de ses ouvrages. Leur collaboration régulière a duré jusqu'en 2007, date à laquelle ce dernier mit ses activités entre parenthèses. En 1991, il a créé l'Académie de Sophrologie de Paris où il donne des formations, parrainée par Alfonso Caycedo au début de l'année 1993, qui le nomme officiellement délégué en France et dans le reste de l'Europe. L'Académie qui est toujours active affirme avoir vu passer plus de 3000 élèves.

## Critiques
En 2021, le rapport INSERM sur l'évaluation de l’efficacité et de la sécurité de la sophrologie remet une appréciation peu flatteuse de la sophrologie et celle ci s'appuie principalement sur les travaux de Patrick-André Chéné et de Alfonso Caycedo.     
Lise Cothel dans son livre « La Boîte à Pandore » parle d'« affirmations pour le moins grandiloquentes, renforcées par la présence de majuscules, autour de notions et de concepts assez vagues » a propos du livre de Patrick-André Chéné « Sophrologie : Fondements et Méthodologie ».    
Albin Guillaud et Gwladys Demazure dans une analyse critique sur la sophrologie caycedienne parle des concepts de Patrick-André Chéné comme des effets puits, c'est à dire une succession d'affirmations creuses, vagues ou invérifiables. « Quand on regarde ces concepts, on peut les mixer tous les uns avec les autres, sans qu'il y ait finalement vraiment de faux ».

## Activités de presse et médias
- 2012, interview dans le magazine Santé Intégrative, (Partir du corps pour travailler sur sa conscience)[13]
- 2014, interview dans le magazine Santé Intégrative, (Améliorer sa sexualité par la sophrologie)[14]
- 2015, premier Congrès International de Sophrologie de Paris 2015[15]
- 2015, interview dans le magazine Santé Intégrative, (Vivre son esprit… Apprendre à mieux écouter son corps)[16]
- 2017, premier symposium de l'Académie de Sophrologie de Paris, (Sophrologie et écologie)[17]
- 2018, conférence à l'Académie de Sophrologie de Paris, (Cancer du sein et sophrologie)[18]
- 2020, interview TV sur Guyane Soir[19]

## Œuvres
- Manuel pratique d'accouchement par sophrologien, Éd. de la Norière], 1985
- Cursus, Ellébore], 1994 - 1996
- Sophrologie : fondements et méthodologie : précis de sophrologie caycédienne fondamentale, Éd. Ellebore], 1994
- Maternité et sophrologie, Éd. Ellebore], 1995
- Bien vivre votre accouchement avec la sophrologie : méthode complète de préparation à la naissance pour la mère et l'enfant Éd. Ellebore], 1996
- Retrouvez la forme après votre accouchement : équilibre du corps et de l'esprit de la jeune maman Éd. Ellebore], 1996
- Sophrologie : fondements et méthodologie, (préf. et code déontologique par Alfonso Caycedo), 3e éd. rev. et augm. Éd. Ellebore], 1996
- Thesus, Éd. Ellebore], Périodiques et collections, 1996
- Sophrologie : fondements et méthodologien (préf. et code déontologique par Alfonso Caycedo), 3e éd. rev. et augm. Éd. Ellebore], 1998
- Sophrologie, ouvrage collectif sous la dir. du Dr Patrick-André Chéné, Éd. Ellebore], 1999
- Sophrologie. Tome II, Champs d'application : en sophrologie caycédienne, ouvrage collectif sous la dir. du Dr Patrick-André Chéné, préf. et introd. par le Prof. Alfonso Caycedo, Éd. Ellebore], 1999
- Initiation à la sophrologie caycédienne, Éd. Ellebore], éd. 2001
- Sophrologie, 4e éd. actualisée Éd. Ellebore], 2001
- Sophrologie. Tome I, Fondements et méthodologie : précis de sophrologie caycédienne actualisée, préf. et code déontologique par Alfonso Caycedo, 4e éd. actualisée Éd. Ellebore], 2001
- Sophro-accouchement, enregistrements sonores, avec Chantal Tortochot, Éd. Ellebore], 2004
- La sophrologie, une méthode pour gérer votre stress, avec la méthode Alfonso Caycedo & Dr Marie-Andrée Auquier, Éd. Ellebore], 2004
- Sophrologie post-natale, enregistrements sonores, avec Chantal Tortochot, Éd. Ellebore], 2004
- Sophrologie. Gestion du stress : cinq séances anti-stress,  enregistrements sonores, avec le Dr Marie-Andrée Auquier, Éd. Ellebore], 2004
- Sophrologie. Gestion du poids : cinq séances pour retrouver son poids de forme, enregistrements sonores, avec le Dr Marie-Andrée Auquier, Éd. Ellebore], 2004
- Sophrologie. Techniques de base : les cinq séances indispensables, enregistrements sonores, Éd. Ellebore], 2004
- Sophrologie. Relaxation dynamique : premier niveau, enregistrements sonores, Éd. Ellebore], 2004
- Sophrologie : relaxation dynamique. II, Deuxième niveau, enregistrements sonores, avec le Dr Marie-Andrée Auquier, Éd. Ellebore], 2004
- Sophrologie : relaxation dynamique. III, Troisième niveau, enregistrements sonores, avec le Dr Marie-Andrée Auquier, Éd. Ellebore], 2004
- Sophrologie : relaxation dynamique. IV, Quatrième niveau, enregistrements sonores, avec le Dr Marie-Andrée Auquier, Éd. Ellebore], 2004
- Sport et sophrologie : méthode d'entraînement sophrologique du sportif, enregistrements sonores, avec le Dr Marie-Andrée Auquier, Éd. Ellebore], 2005
- Sophrologie : relaxation dynamique, Marie-Andrée Auquier et Patrick Ehrhard, participants, Éd. Ellebore], 2006
- Auquier, Marie-Andrée  Apprivoiser le stress avec la sophrologie, documents multisupports, avec le Dr Marie-André Auquier, Éd. Ellebore], 2015
- Bien vivre l'après accouchement avec la sophrologie, documents multisupport, avec Chantal Tortochot, Éd. Ellebore], 2015
- Préparer son accouchement avec la sophrologie, documents multisupport, avec Chantal Tortochot, Éd. Ellebore], 2015
- S'initier à la sophrologie : les techniques de base, documents multisupport, Éd. Ellebore], 2015
- Relaxation dynamique 3e degré : vivre la rencontre du corps et de l'esprit avec la sophrologie, documents multisupport, dessins de Héloïse Fabre, Éd. Ellebore], 2016
- Renforcer son estime de soi : avec la sophrologie, documents multisupport, avec Virginie Rouanet, Éd. Ellebore], 2017
- S'initier à la sophrologie, documents multisupport, illustrations de Julia Jacquet, Éd. Ellebore], 2017
- Le grand guide du cancer du sein : vous accompagner du dépistage à la rémission avec Valérie Gislais-Beernaert, Éd. Kiwi], 2018
- Sophrologie & préparation à l'accouchement, Éd. Ellebore],  2018
- Sport & sophrologie : préparation, performance et récupération, documents multisupports, avec le Dr Marie-Andrée Auquier, Éd. Ellebore], 2018